# Detlef Krebs
Detlef Krebs  (* 27. März 1956 in Düsseldorf) ist ein deutscher Bildhauer der klassischen Moderne, Objektemacher, Designer und Maler. Geschult in der klassischen Bildhauertradition gehört die Gestaltung von Porträtbüsten zu seinem Schaffen. In seinem Œuvre verbindet er Realismus mit der surrealistischen Formenwelt. Seine Materialien sind neben Bronze und Eisen bevorzugt der Naturstein wie Marmor, Onyx und Diabas zur Realisierung von Unikaten.

## Leben und Wirken
Bereits als Schüler in Düsseldorf interessierte sich Krebs für die künstlerische Gestaltung des Natursteins. Nach dem Schulabschluss  studierte er von 1977 bis 1980 Kunst und Design an der entsprechenden Fachhochschule Köln und der Fachhochschule Düsseldorf. Es folgten Studien in London, Paris und New York, die durch Stipendien für Hochbegabte seiner Heimatstadt möglich waren. Seit 1995 wirkt Krebs als freischaffender Bildhauer, Objekt-Künstler und im Bereich Kunst-Design.
Das Werk von Krebs umfasst figurale Arbeiten in Bronze. Dazu gehören auch sozialkritische Plastiken zu strittigen Themen, die in der gesellschaftlichen Diskussion konträr debattiert werden, und die zum Beispiel in einer  Plastik wie „Mein Bauch gehört mir“ gestaltet annahm. Für symbolstarke Arbeiten bevorzugt der Künstler die Vielfalt des Natursteins, kombiniert mit Eisen. In der Tradition der Tierbildhauer (Animalier) in Frankreich hat Krebs auch einen Zyklus von Tierplastiken mit Pferd, Bär, Elefant, Nashorn und andere Motiven aus der Arche Noah geschaffen.
Besonders verbunden mit dem Rheinland fördert Detlef Krebs durch seine Arbeiten auch die regionale und die internationale Erinnerungskultur. Dazu gehören Relieftafeln und Plaketten, die an öffentlichen Plätzen und in Anlagen angebracht sind. Zustimmendes Aufsehen erfuhr das Gedenk-Relief „New York 11. September 2001“, das Krebs zur Erinnerung an die Terroranschläge in USA und die Zerstörung des World Trade Centers initiierte und ausführte. Auf dem Relief sind die Faksimile-Unterschriften der Befürworter eines „steten Gedenkens an die verwerfliche Tat“ eingraviert, wie die von US-Konsul B. John Zavrel, George Bush, Rita Süssmuth, Kurt Arentz, Birgit Sewekow, Hans-Dietrich Genscher, Paul Spiegel sowie hunderte weiteren Solidaritätsbekundungen.

## Öffentliche Wirkung
Arbeiten von Detlef Krebs befinden sich in den Sammlungen des privaten Museums Europäischer Kunst in Nörvenich und seines Fördervereins, der Europäischen Kultur-Stiftung (EKS), sowie in dem amerikanischen Museum of European Art in Clarence, New York. Öffentlich zugänglich sind ferner folgende Arbeiten:
- Bronze-Relief „New York 11/9“ (2001) in wechselnden Ausstellungen
- Relieftafel „De Rhingkadetten“[3], Düsseldorf Rheinaue, Heimatverein Düsseldorfer Jonges, 2014
- „Millienum-Figur“ 1999, Sammlung der Stadt Düsseldorf
- „St. Sebastian-Kreuz der Sebastianus-Schützenbruderschaft“  von 1408 am Schlosspark Nörvenich.
- Jan-Wellem-Reiterdenkmal, Düsseldorf. Restaurierung des historischen Standbildes.

## Porträtbüsten
- Heinrich Heine
- Heino

## Ausstellungen
Von den Ausstellungen als Werkschau und Gemeinschaftspräsentationen wird folgende Auswahl genannt:
- 1985–1987 Kunstpalast Jahresausstellung Düsseldorfer Künstler
- 1990 Stadtbücherei, Düsseldorf, 1991 Rathaus, Düsseldorf
- 1993/1994 Galerie im Arabella-Hotel Düsseldorf (Flughafen) und Frankfurt am Main
- 1998 Edition MARCO Bonn-Paris-New York
- 2000/2001 US-Museum of European Art, New York, USA
- 2007 Saatchi-Gallery, London
- 2010 BBK Düsseldorf, Winterausstellung
- 2011 Hotel Haus Wilms, Wassenberg-Effeld, NRW
- 2011 BBK Düsseldorf, Die Neuen
- 2012 Kunsthaus Notz, Nettetal: Neue Werke
- 2017/2018 im Museum Europäischer Kunst auf Schloss Nörvenich: Die Bären-Familie